# 馬爾伊夫卡
47°36′51″N 34°37′16″E / 47.61417°N 34.62111°E
馬爾伊夫卡（烏克蘭語：Мар'ївка）是位於烏克蘭中部的鎮，由第聶伯羅彼得羅夫斯克州尼科波爾區的馬爾哈涅茨市鎮負責管轄。該鎮處於第聶伯河右岸，距離馬爾加涅茨0.5公里，2012年該市級鎮人口339。